# In Exile (film 1912)
In Exile è un cortometraggio muto del 1912 diretto da Fred Huntley.

## Produzione
Il film fu prodotto dalla Selig Polyscope Company.

## Distribuzione
Distribuito dalla General Film Company, il film - un cortometraggio di una bobina - uscì nelle sale cinematografiche statunitensi il 20 giugno 1912. il 15 settembre dello stesso anno fu distribuito anche nel Regno Unito.